# 齊蘭迪亞礁

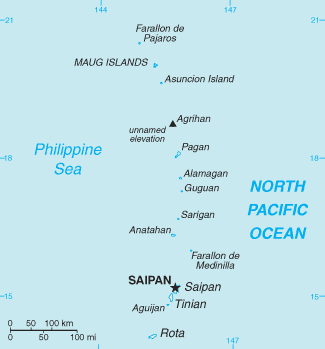
由於齊蘭迪亞島面積太過於狹小，因此大多數的地圖為將其標示出方位

齊蘭迪亞礁（英語：Zealandia Bank，查莫羅語：Papaungan），是一個位於美屬北馬里亞納群島的礁岩。其位於梅迪尼利亞島北北東11海浬的位置。由於該島的面積太過於狹小，因此在地圖上通常都未標示出該島的方位。該島的查莫羅語名－Papaungan為「窪」之意。而英語名稱則是來自於1858年發現該島的水手所乘坐的帆船「齊蘭迪亞號」命名。